# André François (Leichtathlet)
André François (* 1. Juli 1964) ist ein ehemaliger vincentischer Sprinter.
François war 1988 in Seoul bei der ersten Teilnahme seines Landes an Olympischen Spielen im Kader. Im Vorlauf des 200-Meter-Wettbewerbs wurde er mit 21,88 Sekunden Siebter.